# Lara Koch
Lara Koch, geb. Piezzi, später: Eble (* 15. September 1974) ist eine ehemalige deutsche Nationalspielerin und seit 2024 Bundestrainerin in der Boulespiel-Sportart Pétanque im Deutscher Boccia-, Boule- und Pétanque-Verband e.V. Sie war mehrfach deutsche Meisterin und war Teilnehmerin bei Europa- und Weltmeisterschaften sowie bei den World Games 2005.

## Karriere

### Spielerin
Koch spielt nach eigenen Angaben seit 1990 Boule und wurde mehrmals in den Nationalkader berufen. Sie spielt für den TV 1877 Mannheim-Waldhof e.V. in der Pétanque-Bundesliga.  Zuvor war sie für den BC Villingen-Schwenningen, den PC Speyer, den BC Rastatt, den 1.PC Viernheim, die Münchner Kugelwurfunion, den BC Herxheim und für die Boule-Freunde Malsch e.V. angetreten.
Im Frauen-Triplette gewann sie 2003 die Bronzemedaille bei den Europameisterschaften, 2004 die Silbermedaille bei den Weltmeisterschaften und 2005 die Bronzemedaille bei den World Games.
Sie ist Rechtshänderin, spielt bevorzugt die Spielposition Pointeur (Vorlegerin) und hat Kugeln im Gewicht 680 Gramm bei 73 mm Durchmesser.

### Trainerin
Seit 2024 ist sie Frauen-Bundestrainerin als Nachfolgerin von Rosario Italia. In diesem Jahr hatte sie einen Auftritt im ZDF-Fernsehgarten, bei dem sie den Zuschauern Pétanque näher brachte.  Im September 2024 erklärten drei von ihr betreute Nationalspielerinnen ihren Rücktritt aus der Nationalmannschaft.

## Erfolge

### International
- 2000: Teilnahme an der Weltmeisterschaft[6]
- 2001: Teilnahme an der Europameisterschaft[7]
- 2002: Teilnahme an der Weltmeisterschaft
- 2003: 3. Platz Europameisterschaft Frauen Triplette zusammen mit Gudrun Deterding, Daniela Thelen und Susanne Fleckenstein
- 2004: 2. Platz Weltmeisterschaft Frauen Triplette zusammen mit Daniela Thelen, Gudrun Deterding und Annick Hess[8]
- 2005: 3. Platz bei den World Games im Triplette der Frauen zusammen mit Daniela Thelen und Gudrun Deterding[9]
- 2005: Teilnahme an der Europameisterschaft
- 2006: Teilnahme an der Weltmeisterschaft
- 2009: Teilnahme an der Weltmeisterschaft
- 2012: Teilnahme an der Europameisterschaft
- 2023: Teilnahme an der Weltmeisterschaft

### National
(Quelle: )
- 1992: 1. Platz Deutsche Meisterschaft Doublette zusammen mit Djilali Harrag
- 1998: 2. Platz Deutsche Meisterschaft Doublette mixte zusammen mit Moumouni Fofana
- 2003: 2. Platz Deutsche Meisterschaft Doublette zusammen mit Christian Tanneur
- 2003: 3. Platz Deutsche Meisterschaft Doublette mixte zusammen mit Sascha Koch
- 2004: 2. Platz Deutsche Meisterschaft Doublette mixte zusammen mit Sascha Koch
- 2004: 3. Platz Deutsche Meisterschaft Triplette zusammen mit Sascha Koch und Jean F. Wittmann
- 2005: 1. Platz Deutsche Meisterschaft Doublette mixte zusammen mit Sascha Koch
- 2006: 1. Platz Deutsche Meisterschaft Triplette zusammen mit Sascha Koch und Holger Madsen
- 2006: Deutscher Vereinsmeister mit dem 1. Pétanque Club Viernheim[12]
- 2008: 3. Platz Deutsche Meisterschaft Triplette zusammen mit Sascha Koch und Holger Madsen
- 2011: Deutscher Vereinsmeister mit der Münchener Kugelwurfunion[13]
- 2012: Deutscher Vize-Vereinsmeister mit der Münchener Kugelwurfunion
- 2018: Deutscher Vereinsmeister mit den Boulefreunden Malsch[14]
- 2019: Deutscher Vize-Vereinsmeister mit den Boulefreunden Malsch
- 2021: 3. Platz Deutsche Meisterschaft Triplette zusammen mit Sascha Koch und André Skiba
- 2021: 3. Platz Deutsche Meisterschaft Doublette mixte zusammen mit Sascha Koch
- 2022: 1. Platz Deutsche Meisterschaft Doublette mixte zusammen mit Sascha Koch
- 2022: 2. Platz Deutsche Meisterschaft Triplette Frauen zusammen mit Muriel Hess und Verena Gabe
- 2023: 3. Platz Deutsche Meisterschaft Triplette zusammen mit Sascha Koch und André Skiba
- 2024: Deutscher Vize-Vereinsmeister mit dem TV 1877 Mannheim-Waldhof

## Privates
Koch wohnt in Speyer, hat zwei Kindern und betreibt mit ihrem Mann und einem Partner in Mannheim eine Bouleschule. Von Beruf ist sie Lehrkraft und Dolmetscherin. Ihr Vater ist mehrmaliger deutscher Meister.
Ihr Mann ist Boule-Bundestrainer der Männer. Tochter Ella gewann 2024 die Bronzemedaille bei den Europameisterschaften im Triplette der Juniorinnen (U18).